# Typ 14 10-cm-Flugabwehrkanone
Die Typ 14 10-cm-Flugabwehrkanone (japanisch 十四年式十糎高射砲 Jūyon-nenshiki jū-senchi Kōshahō) war eine Flugabwehrkanone der Kaiserlich Japanischen Landstreitkräfte, die von 1925 bis 1945 eingesetzt wurde.

## Hintergrund
Die Kaiserlich Japanischen Landstreitkräfte hatten frühzeitig die Fähigkeiten und den Wert von Flugzeugen in einem Konflikt erkannt. Entsprechend ergab sich auch die Notwendigkeit, gegnerische Flugzeuge vom Boden aus zu bekämpfen. Es wurde schnell deutlich, dass die in kurzer Zeit entwickelte Typ 11 7,5-cm-Flugabwehrkanone leistungstechnisch schon wenige Jahre nach ihrer Einführung nicht mehr ausreichend sein würde, um die immer höher fliegenden Kampfflugzeuge ihrer Zeit erfolgreich bekämpfen zu können. Daher wurde 1923 beschlossen, eine vergrößerte Version im Kaliber 105 mm zu entwickeln.

## Entwicklung
Im Jahr 1923 wurde das Technische Büro der Landstreitkräfte beauftragt, eine entsprechende Waffe zu entwickeln, nachdem dort bereits im Rahmen der Entwicklung des 7,5-cm-Fliegerabwehrgeschützes Studien über die notwendigen Parameter einer größeren Version gemacht worden waren. Dem Ganzen wurde eine hohe Priorität zugewiesen, da abzusehen war, dass insbesondere Bomber in einigen Jahren in der Lage sein würden, vom asiatischen Festland aus die japanischen Inseln zu erreichen. Basis für die Entwicklung wurde das Rohr eines frühen Prototyp der ebenfalls in Entwicklung befindlichen Typ 14 10-cm-Kanone der Artillerie. Aufgrund vieler Probleme mit den höheren Belastungen (Gewicht, Rückstoßkräfte und so weiter) dauerte es jedoch bis Ende 1924, bis vom Arsenal Osaka ein Prototyp fertig gestellt werden konnte. Die nötigen Zeitzünder wurden sogar erst im November 1925 einsatzbereit, so dass erste Einsatztests erst Anfang 1926 beginnen konnten.

## Technik

### Waffe
Das Geschütz besteht aus drei Teilen:
- Rohr
- Oberlafette mit Rücklaufmechanismus
- Unterlafette mit Pivot

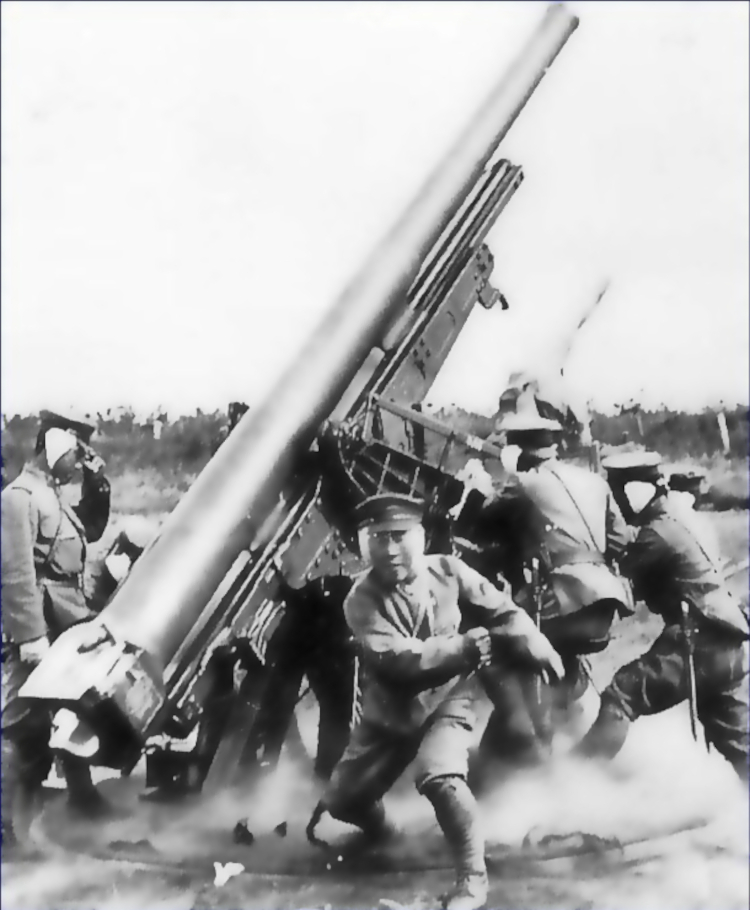
Typ-14-Flugabwehrkanone beim Abschuss

Das Rohr mit Verschluss wog 1283 kg und hatte eine Länge von 4,2 m (L/40). Es besaß einen nach links öffnenden Querkeilverschluss und war in einer Schiene auf einer u-förmigen Rohrwiege gelagert. Diese ermöglichte einen Schusswinkel von 0° bis 85°. Der hydromechanische Rohrrücklauf mit Rohrbremsmechanismus war waagerecht in einem langen Rohr untergebracht, welches noch weiter als bei der 7,5-cm-Fliegerabwehrkanone vorn aus der Unterlafette herausragte. Die Seitenrichtung erfolgte grob durch die Bedienmannschaft, wobei der Feinrichtmechanismus ausgekoppelt wurde. Die Feinrichtung und die Höhenrichtung erfolgten über Handräder rechts und links an der Wiege. Für die Richtschützen waren Metallsitzschalen vorgesehen. Rohr und Rohrwiege waren auf einem Mittelpivot montiert was einen Seitenrichtbereich von 360° ermöglichte. Das Gesamtgewicht von 5194 kg wurde durch sechs gleichmäßig angeordnete Holme mit großen Auflagetellern auf den Boden verteilt. Am Boden befestigt wurden die Holme mit vielen Erdankern. Um das Mittelpivot war auf den Holmen eine rund umlaufende Metallplatte zur einfacheren Bedienung als Arbeitsfläche der Bedienmannschaft verschraubt.
Die Holme waren in einem regelmäßigen Sechseck angeordnet. Beim Abbau verblieben zwei verkürzte Holme als Transportachsen am Geschütz. Die vier dazwischen liegenden Holme wurden demontiert und zusammen mit der Bedienplatform gesondert verladen. Dann wurde vorn und hinten unter die Transportachse zwei Anhänger aus je zwei Rädern und einer Achse montiert (wie zum Beispiel auch bei der deutschen 8,8-cm-Flugabwehrkanone oder der 40-mm-Flugabwehr-Maschinenkanone von Bofors). Gezogen wurde die Waffe dann unter anderem von der 4-t-Zugmaschine, später auch von der Typ 92 Fliegerabwehr-Zugmaschine und deren Nachfolger. Auf- und Abbau waren zeitaufwändig und machten ein schnelles Verlegen unmöglich. Das Abfeuern im Transportzustand war nicht vorgesehen.

### Munition
Die Munition bestand zunächst aus getrennt transportierten Treibladungen in Kartuschen und den Geschossen. Im Erdkampf konnten die normale Munition der japanischen 10-cm-Kanonen und -Haubitzen verwendet werden. Für die Flugabwehr wurde zunächst das 10-cm-Sprenggeschoss Typ 14 und das Sprenggeschoss Typ 14 (lang) mit mechanischen Zeitzündern verwendet. 1931 wurden mit dem 10-cm-Sprenggeschoss Typ 91  und dem Sprenggeschoss Typ 91 (lang) aerodynamisch günstiger geformte Munition eingeführt.
Im Einsatz konnte nach Instellunggehen die nötige Bereitschaftsmunition aus den beiden Teilen zusammengesetzt und neben den Geschützen bereit gelegt werden. Aufgrund des hohen Gewichts der Geschosse und Treibladungen von zusammen etwa 24 kg wurde dies aber nur selten gemacht, um das Laden zu vereinfachen.
Mit der Munition war mit Aufschlagzündern eine Maximalschussweite von 16.300 m möglich. In der Flugabwehr wurde mit voreingestellten Zeitzündern geschossen. Die wirksame Schusshöhe lag bei etwa 10.500 m. Großes Problem war neben einer größeren Streuung auf größeren Höhen auch die geringe Schussgeschwindigkeit von knapp zwei Schuss pro Minute. Dies lag zum einen an der meist nicht zusammengesetzt verwendeten Munition und zum anderen an der Tatsache, dass das Laden bei großer Rohrerhöhung anstrengend war. 1928 wurde eine Vorrichtung zur Unterstützung des Ladevorgangs entwickelt, der schließlich eine Schussfolge von bis zu drei Schuss je Minute ermöglichte. Trotzdem war die neue Waffe Kaliber- und Reichweitenmäßig eine deutliche Verbesserung gegenüber der 7,5-cm-Fliegerabwehrkanone Typ 11.
| Bezeichnung                        | Bild                              | Gewicht   | Gewicht     | Sprengstoff                                                                | Zünder                                                                                           |
| Bezeichnung                        | Bild                              | Geschoss  | Sprengstoff | Sprengstoff                                                                | Zünder                                                                                           |
| ---------------------------------- | --------------------------------- | --------- | ----------- | -------------------------------------------------------------------------- | ------------------------------------------------------------------------------------------------ |
| 10-cm-Sprenggeschoss Typ 14        |                                   | unbekannt | unbekannt   | Trinitrotoluol                                                             | mechanischer Zeitzünder, Typ-88-Aufschlagzünder und Typ-88-Verzögerungszünder, Typ-89-Zeitzünder |
| 10-cm-Sprenggeschoss Typ 14 (lang) |                                   | unbekannt | unbekannt   | Trinitrotoluol                                                             | mechanischer Zeitzünder, Typ-88-Aufschlagzünder und Typ-88-Verzögerungszünder, Typ-89-Zeitzünder |
| 10-cm-Sprenggeschoss Typ 91        | 10-cm-Sprengeschoss Typ 91        | 18,6 kg   | 2,3 kg      | Trinitrotoluol                                                             | mechanischer Zeitzünder, Typ-88-Aufschlagzünder und Typ-88-Verzögerungszünder, Typ-89-Zeitzünder |
| Typ 91 10-cm-Sprenggeschoss(lang)  | 10-cm-Sprengeschoss Typ 91 (lang) | 15,7 kg   | 2,3 kg      | Trinitrotoluol; Mischung aus Guanidiniumnitrat, Hexogen und Ammoniumnitrat | mechanischer Zeitzünder, Typ-88-Aufschlagzünder und Typ-88-Verzögerungszünder, Typ-89-Zeitzünder |

## Produktion und Einsatz

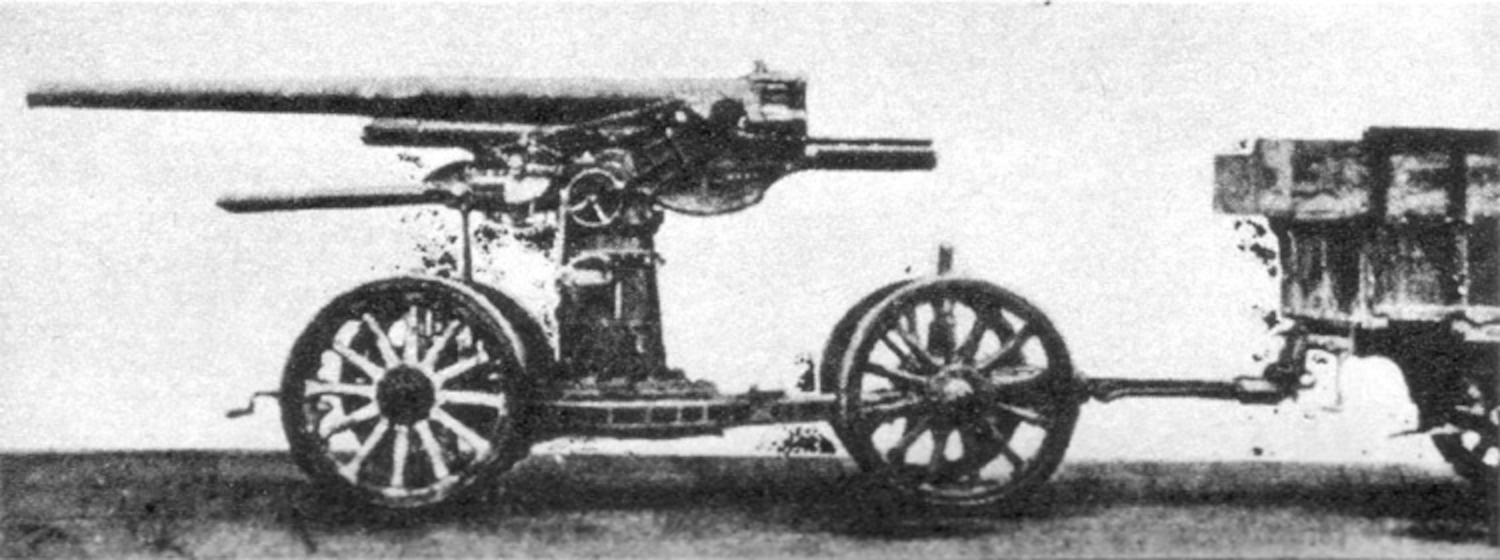
10-cm-Flugabwehrkanone Typ 14 in Marschstellung, gezogen von einer 4-t-Zugmaschine

Aufgrund der angespannten Finanzlage der Landstreitkräfte wurden nur 70 Geschütze bestellt. Damit wurden ab 1926 zwei Regimenter für die Heimatverteidigung aufgestellt. Im Einsatz der Flugabwehrkanonen machten das langwierige Auf- und Abbauen kaum Schwierigkeiten. 1933 wurden zwei der Geschütze als Bewaffnung für einen behelfsmäßigen Panzerzug in der Mandschurei verwendet, 1934 wurden sie Teil der Bewaffnung des Typ-94-Panzerzugs. Nach dem Kriegsbeginn erfolgte der Einsatz zumeist batterie- oder bataillonsweise in der Heimatverteidigung auf Kyūshū. Schwerpunkt war unter anderem die Luftverteidigung des Yawata-Stahlwerks im Norden Kyūshūs. Zwei Batterien waren 1943 der Küstenfestung Nagasaki zugeordnet. 1944 wurden die noch einsatzbereiten Geschütze im 133. und 134. Fliegerabwehr-Regiment neu organisiert und der 4. Luftabwehr-Division der Luftabwehrgruppe West unterstellt. Mindestens eine Batterie mit 10-cm-Flugabwehrkanonen Typ 14 wurden beim Abwurf der Atombombe auf Nagasaki ausgeschaltet.

## Nachfolger
Ab 1927 folgte die 7,5-cm-Flugabwehrkanone Typ 88. Diese war optisch weitgehend identisch mit der 7,5-cm-Fliegerabwehrkanone Typ 11, hatte jedoch etliche Detailverbesserungen. Erst 1938 wurde mit der 8,8-cm-Flugabwehrkanone Typ 99 eine ähnlich wirksame Waffe eingeführt. Trotzdem blieb die 10-cm-Flugabwehrkanone bis zum Kriegsende im Einsatz, weil generell ein Mangel an solchen Waffen herrschte.